# Fox's Bay
Fox's Bay är en vik i Montserrat (Storbritannien). Den ligger i parishen Saint Anthony, i den västra delen av Montserrat.